# سیارک ۱۱۵۴۵
سیارک ۱۱۵۴۵ (به انگلیسی: 11545 Hashimoto، نامگذاری:1992UE4) یازده هزار و پانصد و چهل و پنجمین سیارک کشف شده‌است که در ۲۶ اکتبر ۱۹۹۲ کشف شد.
قدر مطلق سیارک برابر ۱۴.۸ است.